# ゴフズタウン (ニューハンプシャー州)
ゴフズタウン （英: Goffstown）は、アメリカ合衆国ニューハンプシャー州ヒルズボロ郡の町である。スーヒガン川沿いにある。2010年国勢調査では、人口17,651 人だった。町の中心は2010年国勢調査で3,196 人が住んでおり、ゴフズタウン国勢調査指定地域として定義されている。ニューハンプシャー州道114号線と同13号線の交差点近くにある。町内にはグラスミアとピナードビルのビレッジも入っている。セントアンセルム・カレッジとそのニューハンプシャー政治学校、およびニューハンプシャー州立女性刑務所が町内にある。

## 歴史

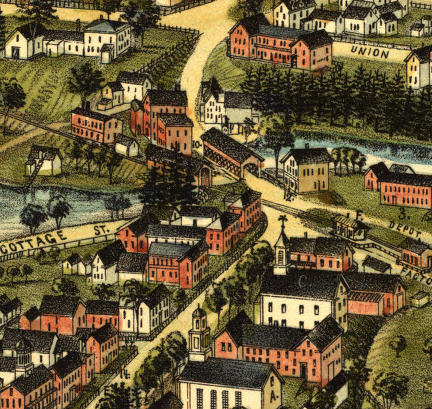
メインストリート、1887年

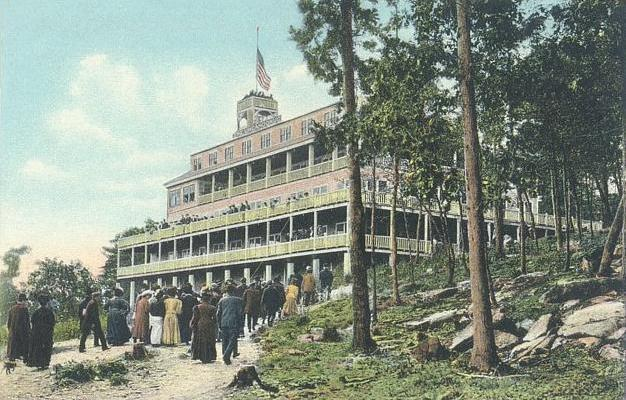
アンカヌーナック・ホテル、1910年

この地域にイングランド人が到着する以前の数千年間は、インディアン部族が代を重ねて住んできていた。水路には魚が多く、地域には野生動物も多かった。
町は1734年にニューハンプシャーとマサチューセッツの植民地総督ジョナサン・ベルチャーによって、マサチューセッツのタウンシップ、「ナラガンセット4号」として認可された（当時は両植民地の間で領土論争があった）。1675年の「ナラガンセット戦闘」別名フィリップ王戦争で戦った兵士、あるいはその承継者のために意図された7つのタウンシップの1つだった。しかし1735年、認可された者の中に「全員で入植するにはそこが肥えておらず、荒れている」と言う者がおり、その代わりにマサチューセッツのグリニッジの土地を認められた。
この町は「ピスカタコグ・ビレッジ」さらに「ショーブズタウン」と呼ばれており、その後の1748年にマソニア領主ベニング・ウェントワースによって、新たな開拓者に土地使用が認められた。その中には、ドラカットのトマス・パーカー牧師やジョン・ゴフ大佐が居り、このゴフから町の名前が付けられた。ゴフは数年間ベドフォードに住んでおり、ヒルズボロ郡では最初の検認判事だった。ゴフズタウンは1761年6月16日に法人化された。当初の町の大部分は価値ある森に覆われていた。製材業と漁業が初期開拓者の主な職業だった。グラスミアのビレッジは詩人ウィリアム・ワーズワースやサミュエル・テイラー・コールリッジの故郷であるイングランドのグラスミアから名前が採られた。
1771年10月30日頃に、会衆派教会が組織され、町は毎年説教のために小さい歳出を行った。住人の大半は会衆派であり、町の南部に住むスコットランド・アイルランド系住民は長老派教会員だった。1768年に集会所が建設されたが、数年間は完成していないままだった。最初の牧師は1771年に指名されたジョセフ・カリアーだった。町の記録では、カリアーは1774年8月29日に不摂生で解任された。1781年、1781年会衆派教会員と長老派教会員が別々に組織された。会衆派教会員はコーネリアス・ウォーターズを呼んで牧師にし、1795年まで続いた。次の牧師はデイビッド・L・モリルであり、1802年3月3日からだった。モリルは会衆派長老派教会の名の下に双方の会派に支持された。モリルは州議会下院に町の代表として選ばれ、州選出アメリカ合衆国上院議員となり、さらに1824年には州知事に選ばれて1827年まで務めた。
ゴフズタウンの主たるビレッジを二分するピスカタコグ川には屋根付橋が架かり、工業のために水力を提供した。1817年、ゴフズタウンには20の製材所、7の製粉所、2の繊維工場、2の梳綿機械、1つの綿糸工場があった。繊維産業はニューイングランドとアメリカ合衆国南部との経済的結びつきの例であり、その魅力ある綿花の生産には奴隷の労働力に頼っていた。
1859年の町の様子は次のように描写されていた。
土地の表面は比較的平坦であり、注目すべき隆起部は町の南西部に2か所ある。町の人は「アンカヌーナック」と呼んでいる。貴重な空間のある土地がかなりあり、また広い平原もあって、概して生産力がある。ピスカタコグ川が主たる水流であり、多くの工場に貴重な特権を与えている。川は町の中央を流れている。この川に以前は大量の木材を浮かべ下流のメリマック川に流されていた。この森からイギリス海軍の多くのマストを提供した。ニューハンプシャー・セントラル鉄道がゴフズタウンを通った。当時ゴフズタウン、ゴフズタウンセンター、パーカーズミルの3つのビレッジがあり、教会はバプテスト、会衆派、メソジストの3か所、16の学校が学区を作り、郵便局が2か所（ゴフズタウンとゴフズタウンセンター）、店舗4軒、製材所4か所、製粉所2か所、サッシとブラインドの工場1か所があった。人口は2,270人であり、資産評価額は599,615ドルだった—A History and Description of New England, General and Local
。
1816年、宗教同盟協会が組織された。ビレッジの西側に新しい集会所が建てられた。この集会所では集会の3分の2が開かれ、残り3分の1はビレッジの中央にある古い集会所で開催された。

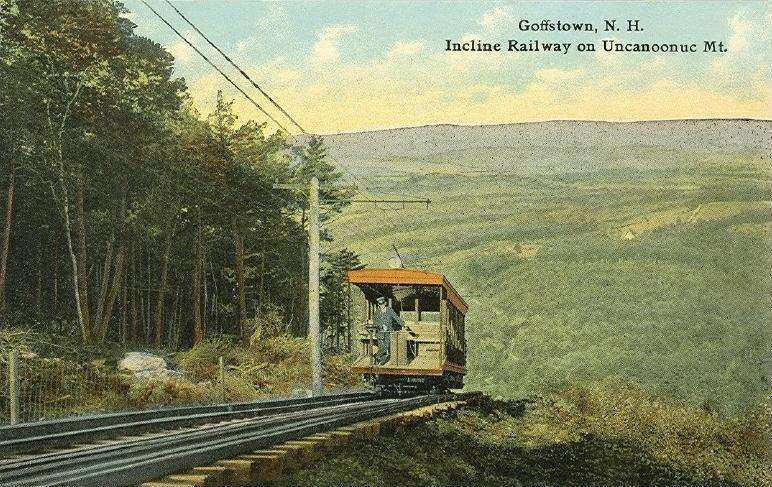
登坂鉄道、1914年

1818年から1819年、第二次大覚醒運動の一部として、住民はアベル・マニング牧師の説教に深い興味を抱いた。その年、65人が教会に加わった。その他にもベンジャミン・H・ピットマン（1820年-1825年）、ヘンリー・ウッド（1826年-1831年）、アイザック・ウィリー（1837年-1853年）の牧師達がいた。1820年にはバプテスト教会が結成された。
町は1825年にメリマック川のエイモスキーグ滝にある諸島を併合し、1836年にはニューボストン町の一部を併せた。
1841年前半、1人の女性が説教を始め、間もなく町の有権者の半数以上が彼女を支持するようになった。彼女はいかなる教会とも関わりが無いと語った。しかし彼女の説教で生まれた興奮は間もなく無くなり、その結果として現在のメソジスト教会が組織化されることになった。
ゴフズタウンにあるアンカヌーナック山には昔、1903年に設立されたアンカヌーナック登坂鉄道があった。1907年に南山頂に観光客を運び始め、その頂上には同年にアンカヌーナック・ホテルが建てられた。5階半ｔの建物には37ないし38の客室があり、120人が入ることのできる食堂もあった。マンチェスター市とは麓の駅まで路面電車で結ばれ、それらを含む周辺のバレーの素晴らしい眺めを楽しむことができた。このホテルは1923年に焼失し、登坂鉄道は頂上までスキーヤーを運ぶために使われた。この鉄道は1930年代と1940年代がピークだったが、1950年代には事実上廃線になった。南山頂の現在は多くのテレビやラジオの送信塔が建てられている。
グラスミア・ビレッジはゴフズタウンの東部、ピスカタコグ川に跨っている。ヒルズボロ郡鉄道駅がグラスミアの南岸にある。19世紀後半から20世紀初期に、グラスミアや周辺地域への鉄道貨物がこの駅に配送された。他にもゴフズタウンセンターに近い西側に鉄道駅があり、町中心の西に3つ目の駅であるパーカーの駅がある。
1981年、トラックとの厳しい競合になっていた鉄道事業の広域再構築にともない、町を通る鉄道は廃線となった。21世紀に向かう時期に町と地方組織が共同でレイルトレイルの開発を行い、自転車道や歩道への転換が完了した。
カウンティファームの敷地がニューハンプシャー州立女性刑務所に転換された（現在はマスト道路317にある）。この施設で最も有名な住人は有罪が確定した殺人犯パメラ・スマートであり、1991年3月22日から1993年3月11日まで収監されていた。その後ニューヨーク州ベドフォードのベドフォードヒルズ矯正施設に移された。

## 地理

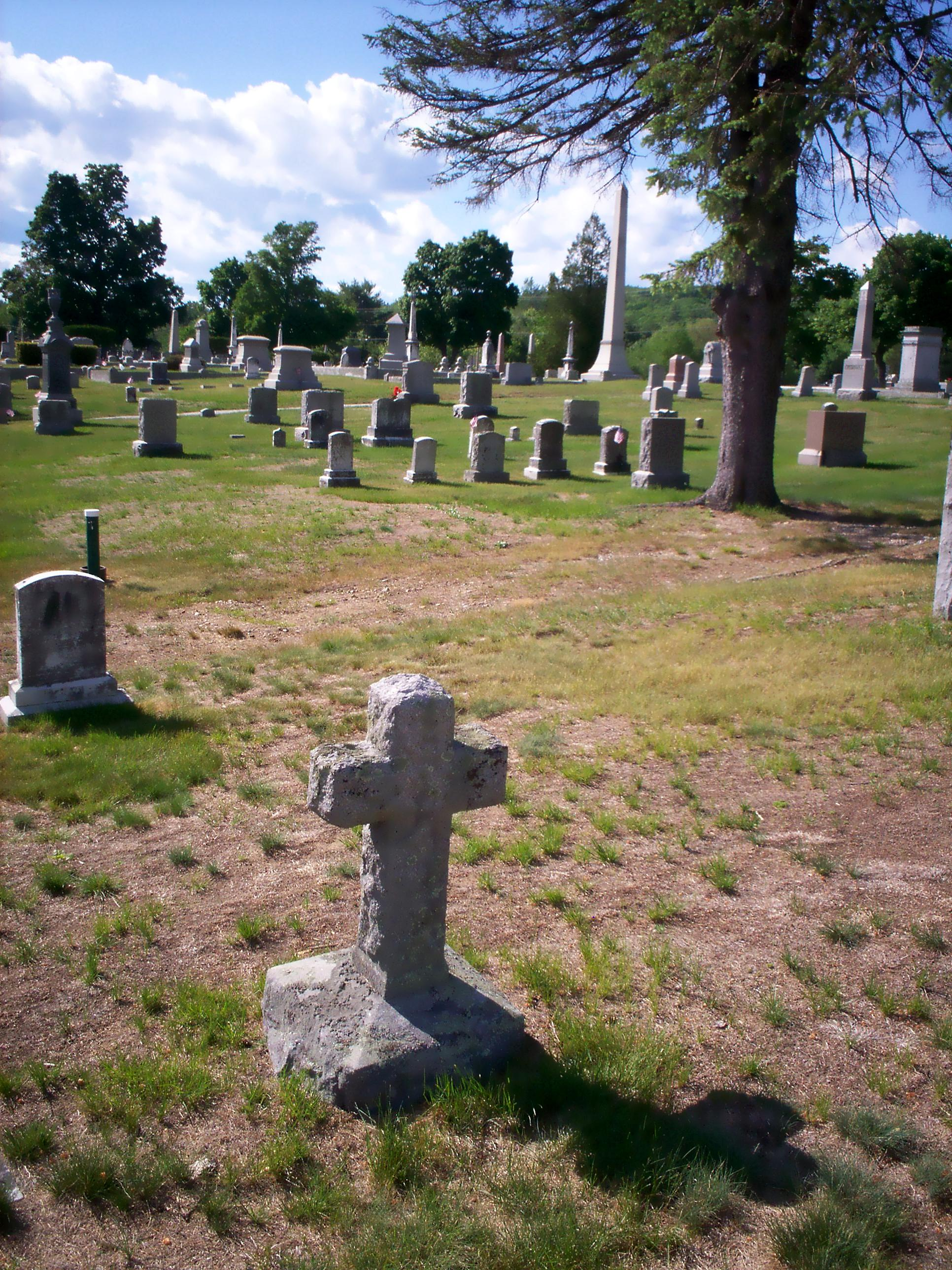
ウェストローン墓地

ゴフズタウンはヒルズボロ郡の東部にあり、州内最大としであるマンチェスター市の直ぐ西に位置している。州都コンコード市は16マイル (26 km) 北にある。町の中心は町の西側境界に近くピスカタコグ川沿いにあり、ニューハンプシャー州道13号線と同114号線の交差点周辺にある。グラスミアのビレッジが町の東部にあり、ピナードビルの地区は南東隅にあって、隣接するマンチェスター市の町続きとなっている。
アメリカ合衆国国勢調査局に拠れば、町域全面積は37.5平方マイル (97 km2)であり、このうち陸地36.9平方マイル (964 km2)、水域は0.6平方マイル (1.6 km2)で水域率は1.65% である。アンカヌーナック山は2つの峰がある。北峰が町内最高地点であり、標高は1,324フィート (404 m) である。町の気候はケッペンの気候区分で"Dfa"あるいは"Dfb"、湿潤大陸性気候に入っている。
町内をピスカタコグ川が流れ、全域がメリマック川流域に入っている。

## 人口動態

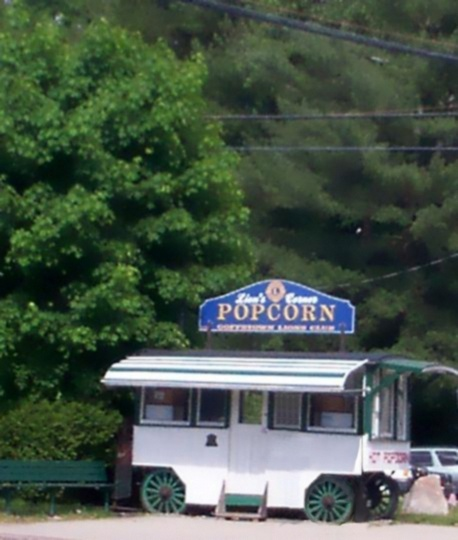
ゴフズタウンの目印になっているポップコーン・カート、ニューハンプシャー州道13号線と同114号線の交差点近くにある

以下は2000年の国勢調査による人口統計データである。
| 基礎データ - 人口: 16,929 人 - 世帯数: 5,641 世帯 - 家族数: 4,055 家族 - 人口密度: 177.2人/km2（458.9 人/mi2） - 住居数: 5,798 軒 - 住居密度: 60.7軒/km2（157.2 軒/mi2） 人種別人口構成 - 白人: 98.20% - アフリカン・アメリカン: 0.25% - ネイティブ・アメリカン: 0.24% - アジア人: 0.31% - 太平洋諸島系: 0.01% - その他の人種: 0.32% - 混血: 0.66% - ヒスパニック・ラテン系: 0.83% | 年齢別人口構成 - 18歳未満: 22.7% - 18-24歳: 15.2% - 25-44歳: 29.1% - 45-64歳: 20.9% - 65歳以上: 12.1% - 年齢の中央値: 35歳 - 性比（女性100人あたり男性の人口） - 総人口: 91.6 - 18歳以上: 88.9 世帯と家族（対世帯数） - 18歳未満の子供がいる: 35.3% - 結婚・同居している夫婦: 60.5% - 未婚・離婚・死別女性が世帯主: 7.8% - 非家族世帯: 28.1% - 単身世帯: 20.8% - 65歳以上の老人1人暮らし: 8.8% - 平均構成人数 - 世帯: 2.64人 - 家族: 3.07人 | 収入と家計 - 収入の中央値 - 世帯: 55,833米ドル - 家族: 61,718米ドル - 性別 - 男性: 39,757米ドル - 女性: 30,000米ドル - 人口1人あたり収入: 21,907米ドル - 貧困線以下 - 対人口: 4.2% - 対家族数: 2.6% - 18歳未満: 3.3% - 65歳以上: 9.5% |

## 法と政府

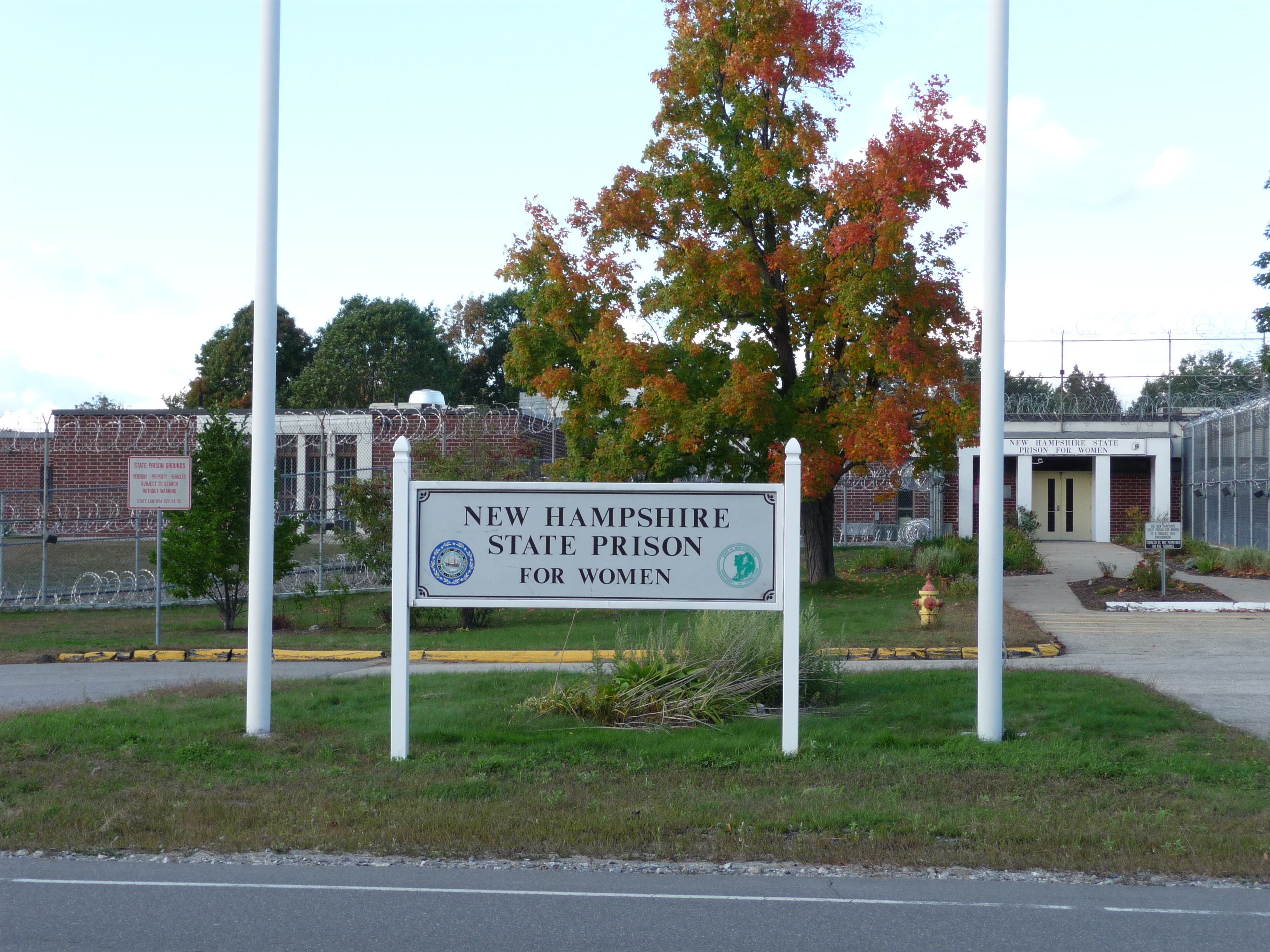
ニューハンプシャー州立女性刑務所

ゴフズタウンは5人の委員による町政委員会が統治しており、委員の任期は3年間であり、毎年3月に1人ないし2人が改選されている。
ニューハンプシャー州矯正省がゴフズタウンにあるニューハンプシャー州立女性刑務所を運営している。
アメリカ合衆国郵便公社がゴフズタウン郵便局を運営している。

## 教育
ゴフズタウンはニューハンプシャー州教育管理第19ユニットに属し、ゴフズタウンの他にダンバートンとニューボストンが入っている。

### 初等中等教育

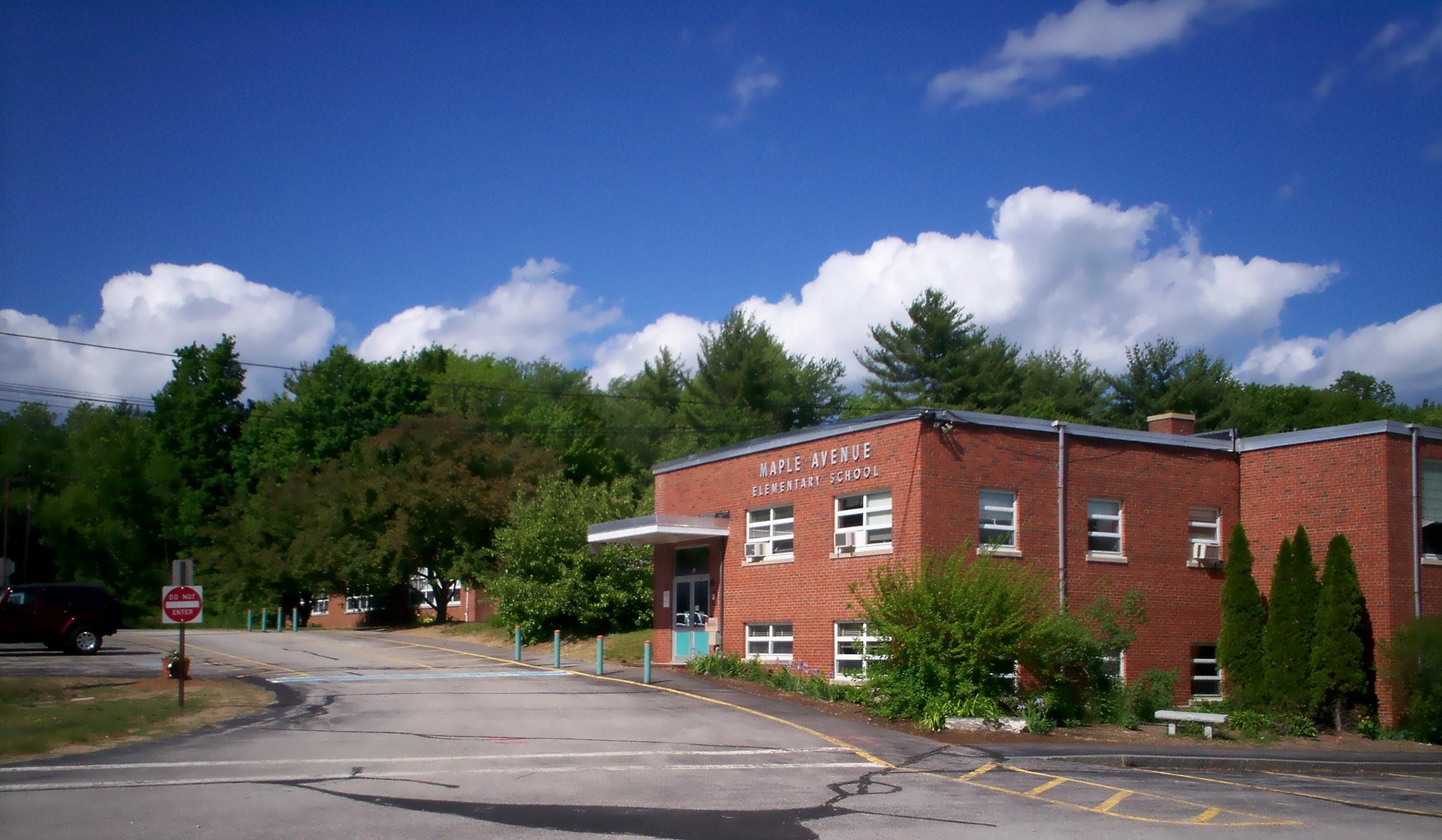
メイプルアベニュー小学校の主玄関

- 幼稚園はグレンレイク・スクール1つがある。
- 1年生から4年生を教える小学校は、バートレットとメイプルアベニューの各小学校2校である。
- マウンテンビュー中学校は5年生から8年生を教えているが、ニューボストンとダンバートンの生徒は7年生と8年生を受け入れている。
- ゴフズタウンの他にダンバートンとニューボストンの9年生から12年生はゴフズタウン高校が受け入れている。
- ビラ・オーガスティナ学校は1918年に設立されたカトリック系学校である。幼稚園前から8年生までを教えている。

### 高等教育

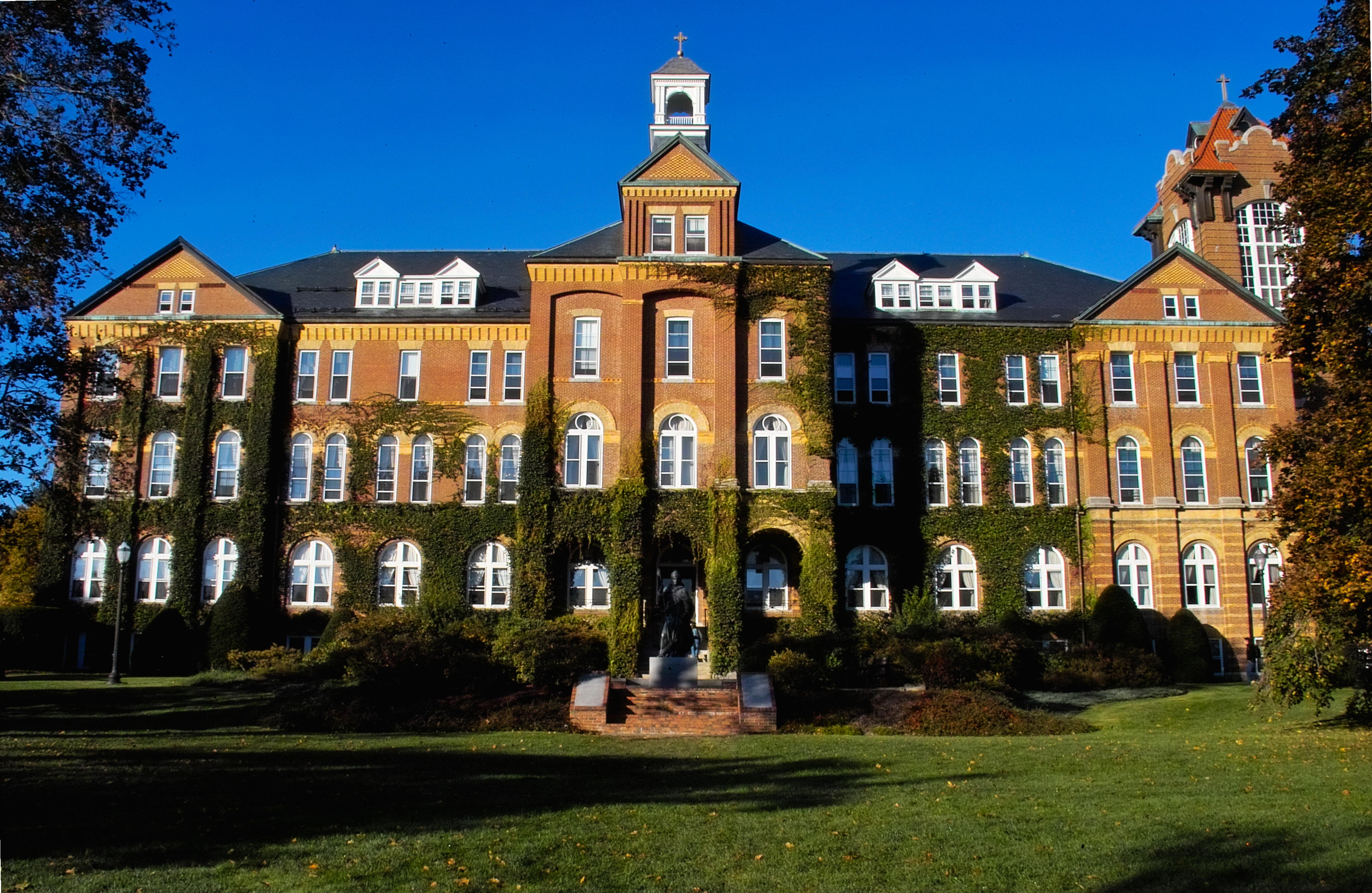
セントアンセルム・カレッジの卒業生ホール

- セントアンセルム・カレッジはベネディクト派カトリック教養系カレッジである。このカレッジに属するニューハンプシャー政治学校には毎年数百人の政府高官や政治家が来ている。その中でも2004年以来開催されているニューハンプシャー州予備選挙の討論会が著名である。